# فضای آبی

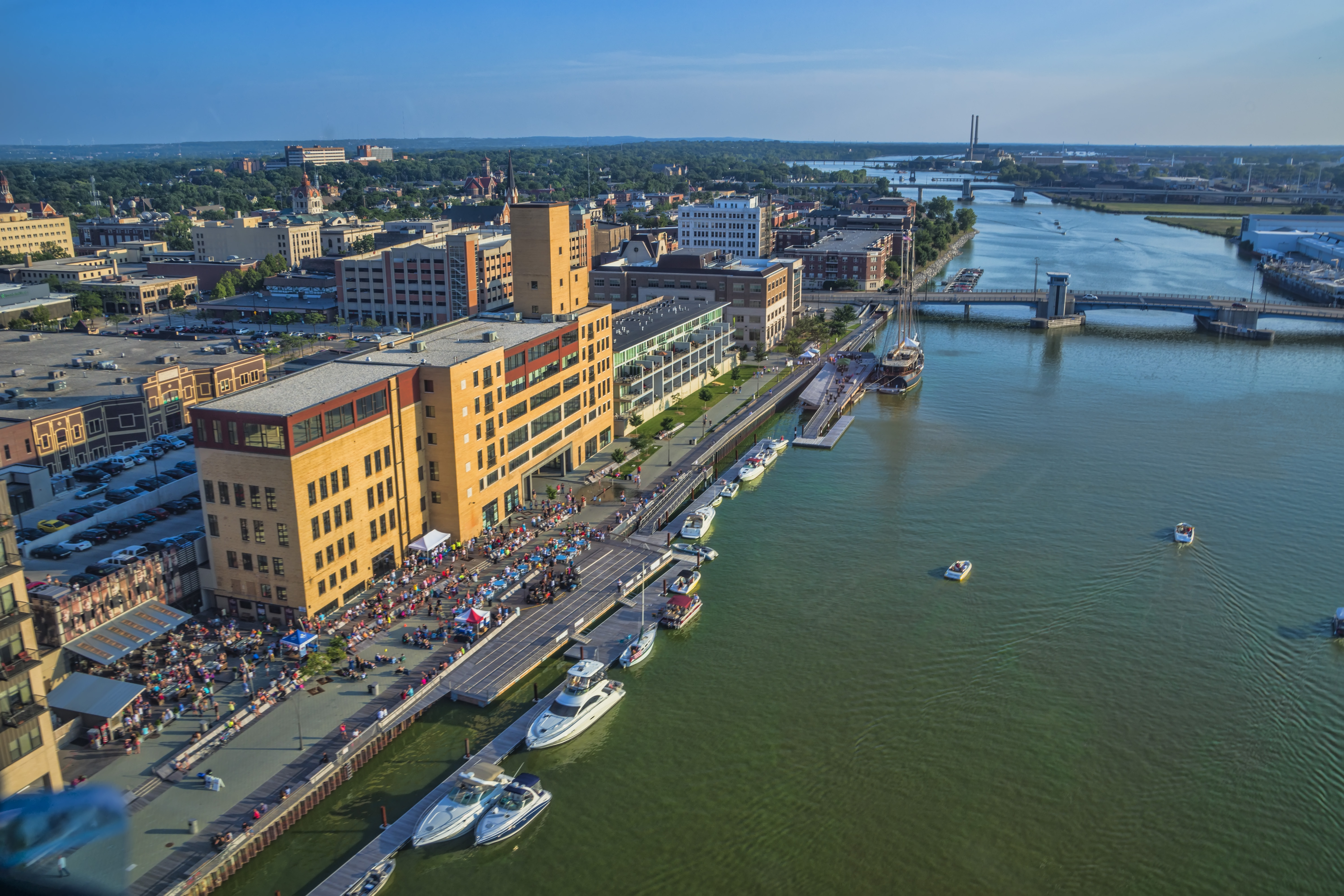
عرشه مرکز شهر گرین بی سیتی در امتداد رودخانه فاکس، ویسکانسین

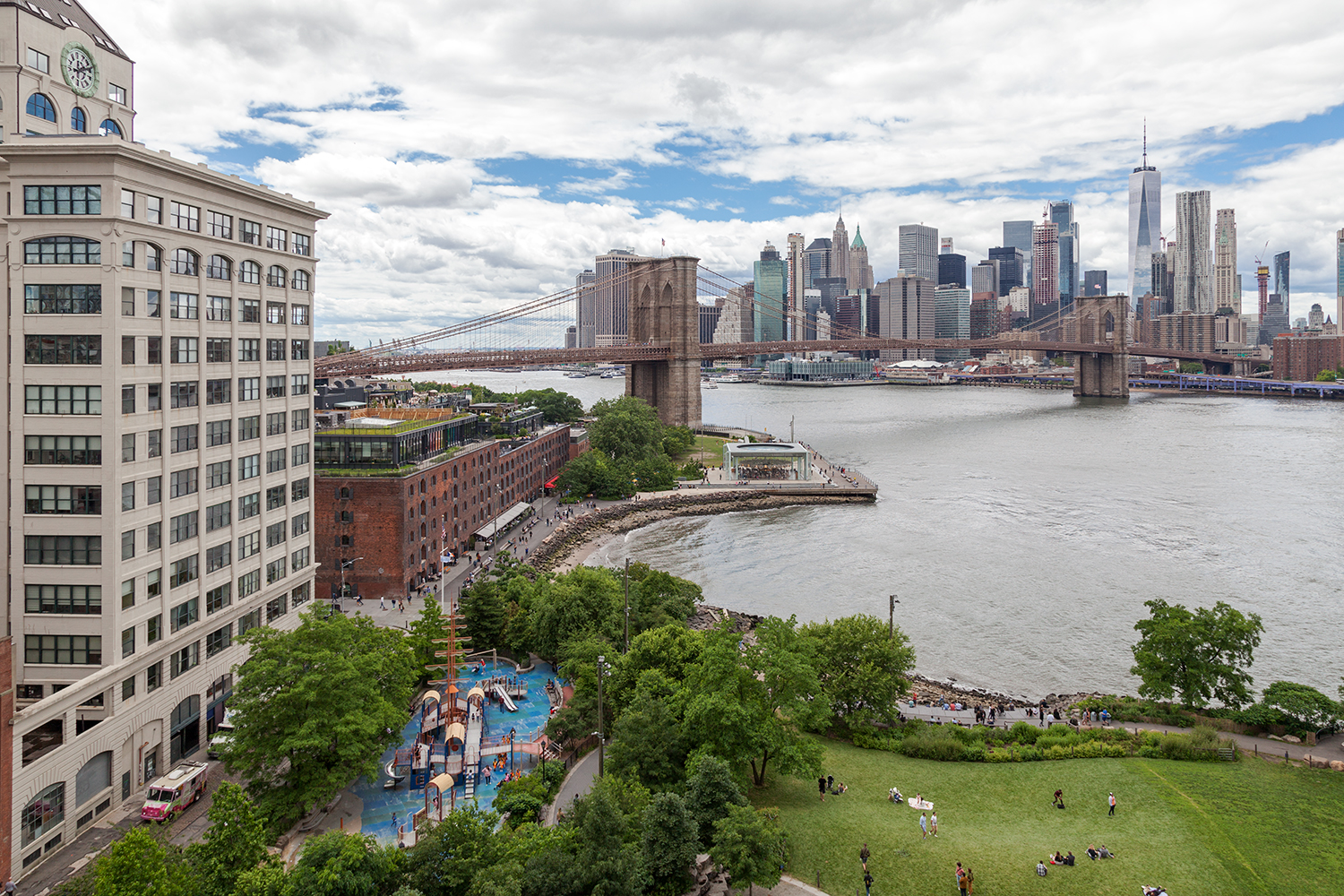
نمای پارک پل بروکلین از پل منهتن

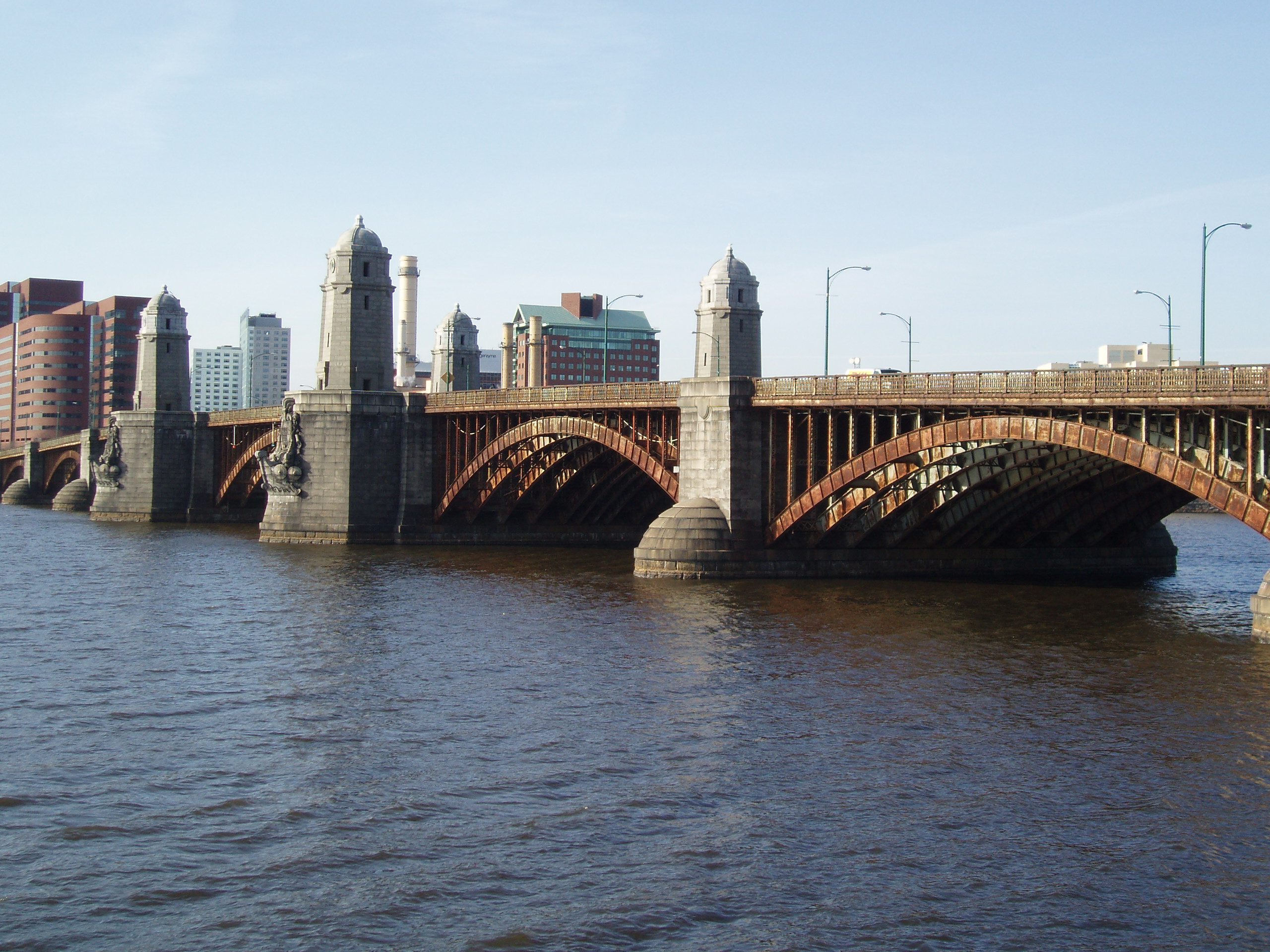
پل لانگ فلو بوستون

فضای آبی (به انگلیسی: Blue space) (که زیرساخت آبی نیز نامیده می‌شود)، در برنامه‌ریزی و طراحی شهری شامل تمام مناطقی است که توسط آب‌های سطحی یا جریان‌های آبی چیرگی دارند. در ارتباط با فضای سبز (پارک‌ها، باغ‌ها، و غیره به‌طور خاص: فضای باز شهری)، ممکن است به کاهش آسیب بیماری‌های مرتبط با گرما ناشی از دمای بالای شهری کمک کند (جزیره گرمایی شهری). آب‌های شهری قابل توجهی به‌طور طبیعی به عنوان ویژگی‌های جدایی‌ناپذیر جغرافیایی در بسیاری از شهرها به دلیل اهمیت ژئوپلیتیک تاریخی آنها، مانند رودخانه تیمز در لندن وجود دارد.